# Шестакович, Виктория Викторовна
Виктория Викторовна Шестакович (10 сентября 1990, Москва, Россия) — российская спортсменка и тренер по синхронному плаванию,  чемпионка мира, Заслуженный мастер спорта России.

## Карьера
Родилась и живет в Москве.
Многократная чемпионка России. В сборной команде России с 2008 по 2009 год.  Чемпионка мира (2009), Победительница Кубка Европы (2009 - группа).
В настоящее время — тренер клуба водных видов спорта «Нататор» (Москва).
Сестра — Юлия Шестакович.

## Награды и звания
- Заслуженный мастер спорта России (05.04.2010)[1].
- Мастер спорта России международного класса (2007)[1].